# Athersley Recreation F.C.
Câu lạc bộ bóng đá Athersley Recreation là một câu lạc bộ bóng đá có trụ sở tại Athersley, Barnsley, South Yorkshire, Anh. Đội hiện đang là thành viên của Northern Counties East League Premier Division và thi đấu tại Sheerien Park.

## Lịch sử
Câu lạc bộ được thành lập vào năm 1979 với tên gọi Athersley North Juniors. Trong mùa giải 1983-84, họ đứng thứ ba trong Division Two của Barnsley Nelson League và được thăng hạng lên Division One. Sau khi kết thúc với vị trí á quân ở Division One vào mùa giải tiếp theo, họ chuyển sang Division Two của Barnsley Junior League cho mùa giải 1985-86. Mùa giải đầu tiên của họ ở giải hạng mới chứng kiến độii đứng thứ ba, giành quyền thăng hạng lên Division One. Đội được đổi tên thành Athersley Recreation vào mùa hè năm 1986.
Sau khi vô địch Division One mùa giải 1986-87, câu lạc bộ trở thành thành viên của Division One của Barnsley Association League. Đội kết thúc với vị trí á quân trong mùa giải tiếp theo, giành quyền thăng hạng lên Premier Division. Câu lạc bộ tiếp tục giành được các chức vô địch Premier Division liên tiếp vào các mùa giải 1991-92 và 1992-93, và sau đó là ba danh hiệu liên tiếp từ năm 1995 đến 1997. Sau danh hiệu thứ ba của họ vào mùa giải 1996-97, câu lạc bộ chuyển lên Division Two của Sheffield & Hallamshire County Senior League năm 1997. Đội đã giành chức vô địch trong mùa giải đầu tiên tại giải đấu, thăng hạng lên Division One. Mùa giải tiếp theo, đội về đích với tư cách á quân, dẫn đến việc thăng hạng lên Premier Division. Sau đó, họ đã vô địch Premier Division ngay lần thử sức đầu tiên.
Sau ba mùa giải, đội đứng thứ tám, thứ hai và thứ tư, câu lạc bộ đã giành chức vô địch Premier Division một lần nữa vào mùa giải 2003-04, bắt đầu một giai đoạn thành công chứng kiến họ giành danh hiệu thêm bốn lần nữa trong tám mùa giải tiếp theo, kết thúc với tư cách á quân vào bốn dịp khác.
Sau khi giành chức vô địch Premier Division thứ sáu vào năm 2011-12, câu lạc bộ đã được thăng hạng lên Division One củaNorthern Counties East League. Mùa giải đầu tiên ở giải đấu mới chứng kiến họ kết thúc với tư cách á quân, giành quyền thăng hạng lên Premier Division. Mùa giải 2013-14, đội có lần đầu tiên tham gia FA Vase, và một năm sau đó, họ ra mắt tại Cúp FA.
Vào tháng 5 năm 2014, đội đã giành được cú Sheffield & Hallamshire Senior Cup lần đầu tiên, khi đánh bại Frickley Athletic trong trận chung kết tại Hillsborough.

### Thành tích từng mùa giải
| Mùa giải                              | Hạng đấu                                                      | Cấp độ | Thứ hạng | Cúp FA | FA Vase | Ghi chú                                 |
| ------------------------------------- | ------------------------------------------------------------- | ------ | -------- | ------ | ------- | --------------------------------------- |
| 1983-84                               | Barnsley Nelson League Division Two                           | -      | 3/10     | -      | -       | Thăng hạng                              |
| 1984-85                               | Barnsley Nelson League Division One                           | -      | 2/11     | -      | -       | Thăng hạng                              |
| 1985-86                               | Barnsley Junior League Division Two                           | -      | 3/10     | -      | -       | Thăng hạng                              |
| 1986-87                               | Barnsley Junior League Division One                           | -      | 1/13     | -      | -       | Vô địch, thăng hạng                     |
| 1987-88                               | Barnsley Association League Division One                      | -      | 2/12     | -      | -       | Thăng hạng                              |
| 1988-89                               | Barnsley Association League Premier Division                  | -      | 5/11     | -      | -       |                                         |
| 1989-90                               | Barnsley Association League Premier Division                  | -      | 5/11     | -      | -       |                                         |
| 1990-91                               | Barnsley Association League Premier Division                  | -      | 3/11     | -      | -       |                                         |
| 1991-92                               | Barnsley Association League Premier Division                  | -      | 1/12     | -      | -       | Vô địch                                 |
| 1992-93                               | Barnsley Association League Premier Division                  | -      | 1/12     | -      | -       | Vô địch                                 |
| 1993-94                               | Barnsley Association League Premier Division                  | -      | 3/8      | -      | -       |                                         |
| 1994-95                               | Barnsley Association League Premier Division                  | -      | 1/9      | -      | -       | Vô địch                                 |
| 1995-96                               | Barnsley Association League Premier Division                  | -      | 1/9      | -      | -       | Vô địch                                 |
| 1996-97                               | Barnsley Association League Premier Division                  | -      | 1/7      | -      | -       | Vô địch                                 |
| 1997-98                               | Sheffield & Hallamshire County Senior League Division Two     | -      | 1/15     | -      | -       | Vô địch, thăng hạng                     |
| 1998-99                               | Sheffield & Hallamshire County Senior League Division One     | -      | 2/14     | -      | -       | Thăng hạng                              |
| 1999-00                               | Sheffield & Hallamshire County Senior League Premier Division | -      | 1/14     | -      | -       | Vô địch                                 |
| 2000-01                               | Sheffield & Hallamshire County Senior League Premier Division | -      | 8/14     | -      | -       |                                         |
| 2001-02                               | Sheffield & Hallamshire County Senior League Premier Division | -      | 2/14     | -      | -       |                                         |
| 2002-03                               | Sheffield & Hallamshire County Senior League Premier Division | -      | 4/13     | -      | -       |                                         |
| 2003-04                               | Sheffield & Hallamshire County Senior League Premier Division | -      | 1/14     | -      | -       | Vô địch                                 |
| 2004-05                               | Sheffield & Hallamshire County Senior League Premier Division | 11     | 1/14     | -      | -       | Vô địch                                 |
| 2005-06                               | Sheffield & Hallamshire County Senior League Premier Division | 11     | 2/14     | -      | -       |                                         |
| 2006-07                               | Sheffield & Hallamshire County Senior League Premier Division | 11     | 1/14     | -      | -       | Vô địch                                 |
| 2007-08                               | Sheffield & Hallamshire County Senior League Premier Division | 11     | 2/13     | -      | -       |                                         |
| 2008-09                               | Sheffield & Hallamshire County Senior League Premier Division | 11     | 1/13     | -      | -       | Vô địch                                 |
| 2009-10                               | Sheffield & Hallamshire County Senior League Premier Division | 11     | 2/12     | -      | -       |                                         |
| 2010-11                               | Sheffield & Hallamshire County Senior League Premier Division | 11     | 2/14     | -      | -       |                                         |
| 2011-12                               | Sheffield & Hallamshire County Senior League Premier Division | 11     | 1/14     | -      | -       | Vô địch, thăng hạng                     |
| 2012-13                               | Northern Counties East League Division One                    | 10     | 2/22     | -      | -       | Thăng hạng                              |
| 2013-14                               | Northern Counties East League Premier Division                | 9      | 10/23    | -      | 2R      |                                         |
| 2014-15                               | Northern Counties East League Premier Division                | 9      | 13/21    | PR     | VL2     |                                         |
| 2015-16                               | Northern Counties East League Premier Division                | 9      | 18/22    | EPR    | VL2     |                                         |
| 2016-17                               | Northern Counties East League Premier Division                | 9      | 10/22    | EPR    | VL1     |                                         |
| 2017-18                               | Northern Counties East League Premier Division                | 9      | 17/22    | EPR    | VL1     |                                         |
| 2018-19                               | Northern Counties East League Premier Division                | 9      | 17/20    | EPR    | VL1     |                                         |
| 2019-20                               | Northern Counties East League Premier Division                | 9      | -        | EPR    | VL1     | Mùa giải bị hủy bỏ do đại dịch COVID-19 |
| 2020-21                               | Northern Counties East League Premier Division                | 9      |          | EPR    |         |                                         |
| Mùa giải                              | Hạng đấu                                                      | Cấp độ | Thứ hạng | Cúp FA | FA Vase | Notes                                   |
| Nguồn: Football Club History Database |                                                               |        |          |        |         |                                         |

## Sân vận động
Câu lạc bộ chơi tại Sheerien Park trên đường Ollerton ở Athersley. Sân có sức chứa 2.000 khán giả, trong đó 420 có mái che và 150 chỗ ngồi..

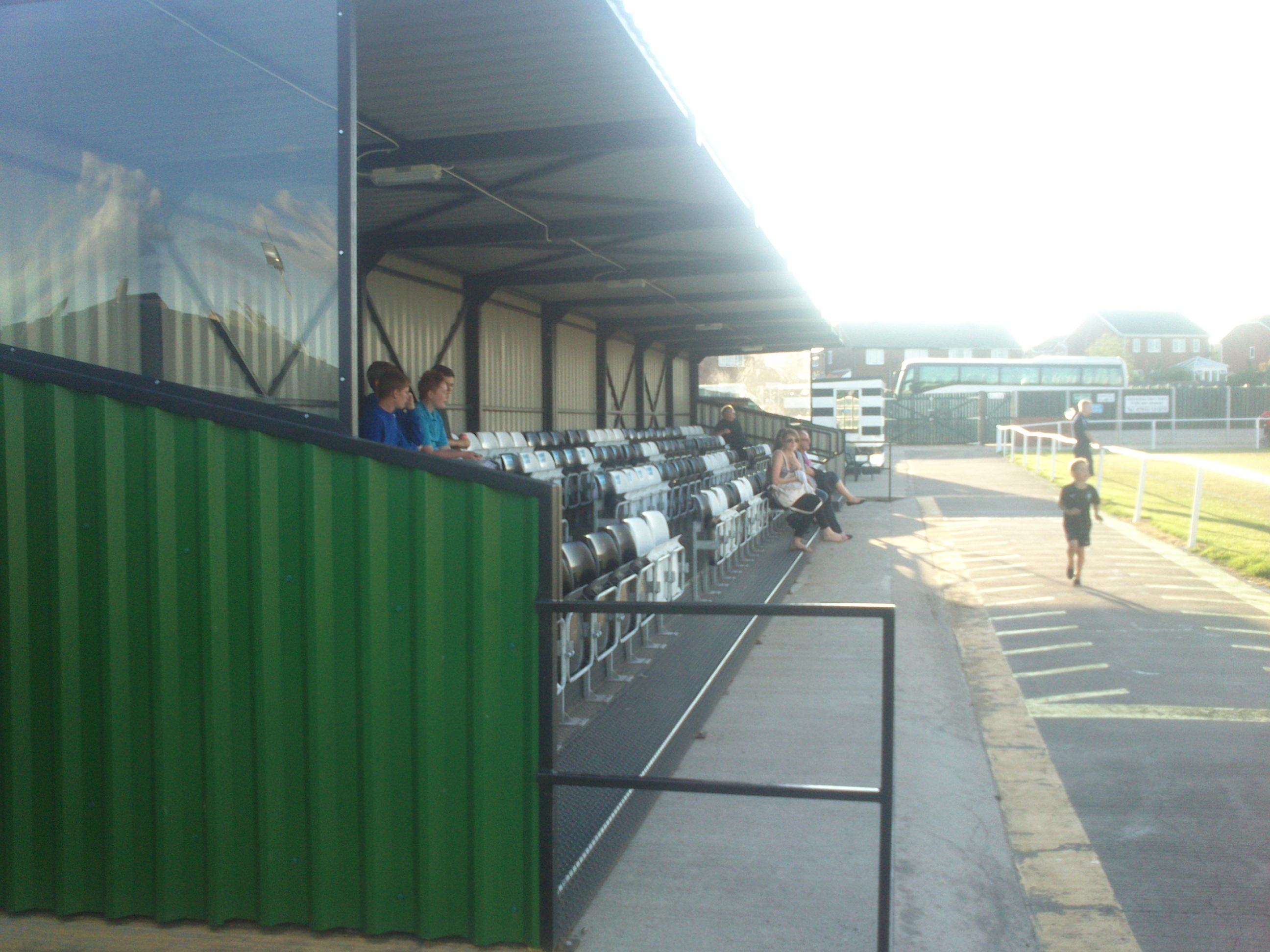
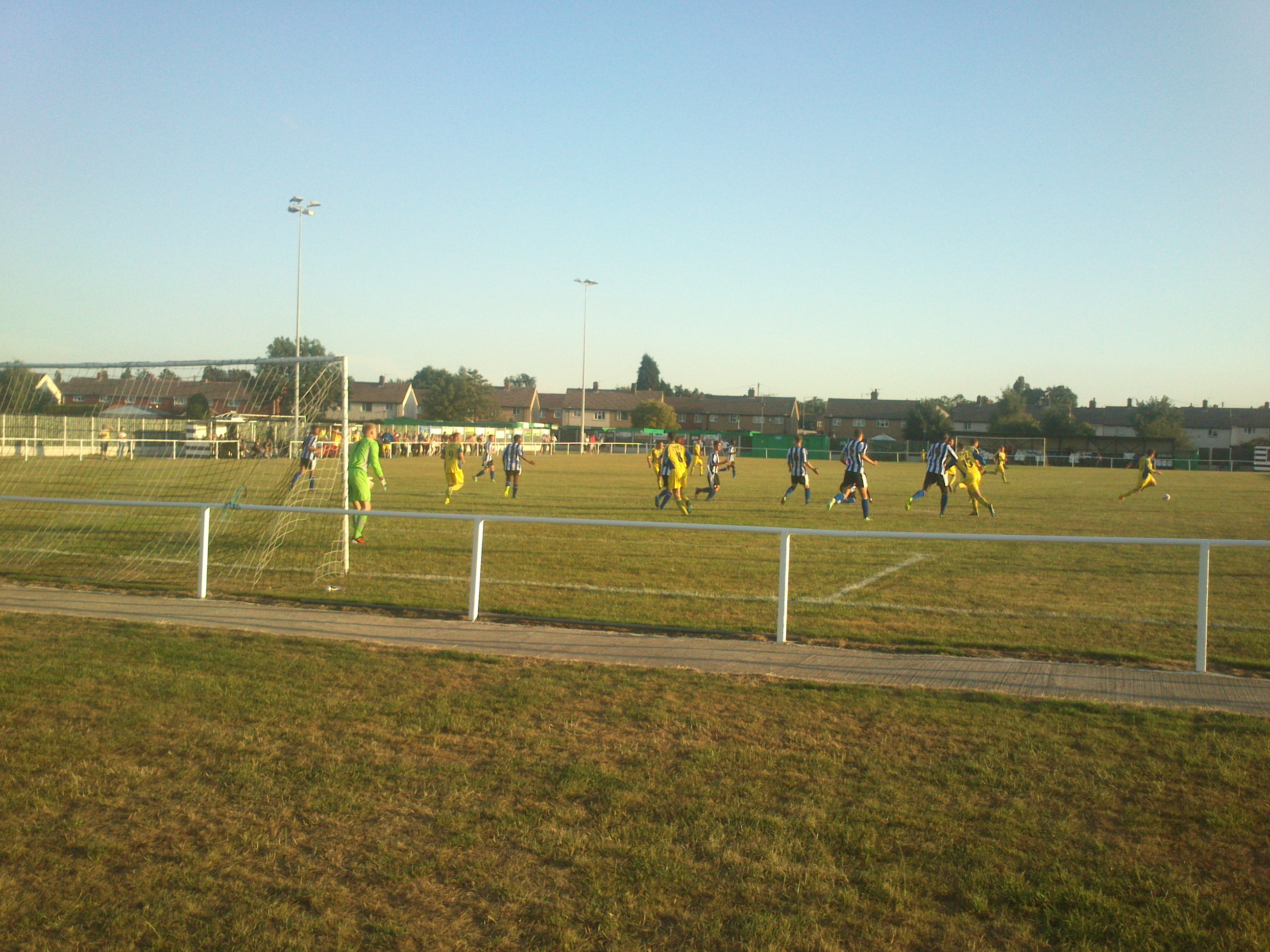
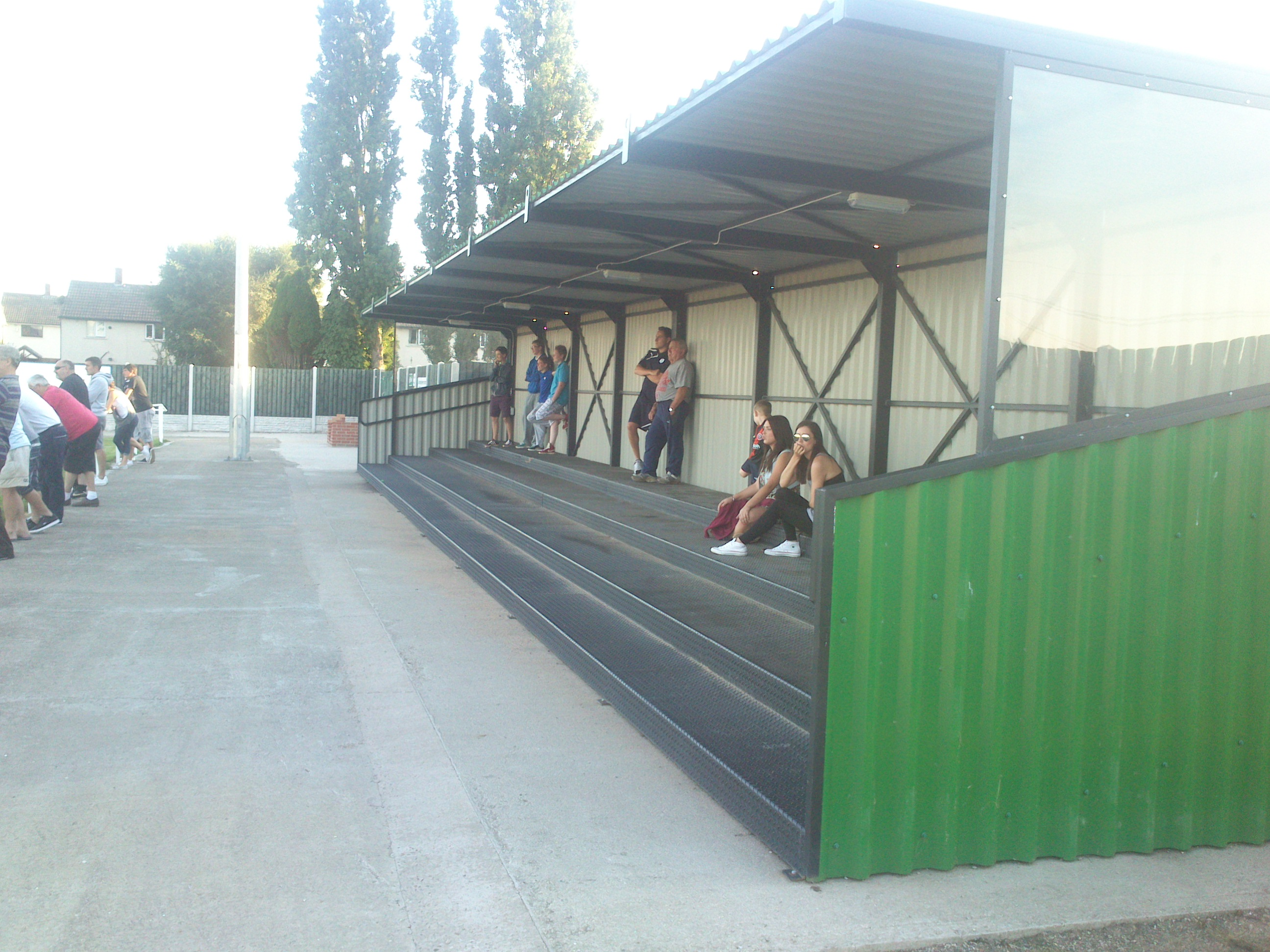

## Danh hiệu
- Sheffield & Hallamshire County Senior League
  - Vô địch 1999-2000, 2003-04, 2004-05, 2006-07, 2008-09, 2011-12
  - Vô địch Division Two 1997-98
  - Vô địch League Cup 1997-98, 2005-06, 2008-09
- Barnsley Association League
  - Vô địch 1991-92, 1992-93, 1994-95, 1995-96, 1996-97
- Barnsley Junior League
  - Vô địch 1986-87
- Sheffield & Hallamshire Senior Cup
  - Vô địch 2013-14
- Sheffield & Hallamshire Association Cup
  - Vô địch 2007-08

## Kỉ lục
- Vị trí cao nhất ở giải quốc nội: thứ 10, Northern Counties East League Premier Division, 2013-14
- Thành tích tốt nhất tại Cúp FA: Vòng sơ loại, 2014-15[3]
- Thành tích tốt nhất tại FA Vase: Vòng Hai, 2013-14[3]